# Annemarie Lindner
Annemarie Lindner (* 22. September 1920 in Berlin-Charlottenburg; † 18. Februar 2016) war eine deutsche Naturkosmetikerin. Sie war Unternehmerin und Mitgründerin der Börlind GmbH und gilt als Pionierin der Naturkosmetik.

## Leben
Im Jahr 1947 begann sie eine Ausbildung zur Kosmetikerin in Dresden, motiviert durch die Anwendung von Kräutern auf ihrer eigenen problematischen Haut.
Nach Abschluss der Ausbildung verkaufte sie naturkosmetische Produkte in ganz Deutschland. 1958 floh sie gemeinsam mit Ehemann Walter Lindner nach Calw in Westdeutschland, wo sie mit Hermann Börner 1959 das Unternehmen Börlind gründete. Bis 1985 war Annemarie Lindner Geschäftsführerin.
Annemarie Lindner entwickelte als erste deutsche Kosmetikerin eine naturkosmetische Pflegeserie für verschiedene Hauttypen. Ihr Credo lautete: „Was ich nicht essen kann, gebe ich nicht auf meine Haut!“
2010 wurde die Hauswirtschaftliche Schule Nagold in Annemarie-Lindner-Schule umbenannt. Die Namenspatronin soll als Vorbild dienen und eine neue Identifikation für die Schule schaffen.
Im Februar 2016 starb Annemarie Lindner mit 95 Jahren.

## Auszeichnungen
Annemarie Lindner erhielt zu Lebzeiten viele bekannte internationale Auszeichnungen, darunter waren unter anderem:
- 2005: „Natural Legacy Award“ für ihr Lebenswerk, „Oscar“ der amerikanischen Naturwarenbranche[5]
- 2009: Beautyworld Cup der Parfümeriebranche in Anerkennung ihres Lebenswerks[6]
- 2010: Verdienstorden des Landes Baden-Württemberg für unternehmerischen Erfolg und weltweites soziales, nachhaltiges Engagement[7]
- 2011: Ehrenpreis „LebensWerk“ der neuform Vereinigung deutscher Reformhäuser eG[8]
- 2011: Maurice Lacroix Business Award zur Ehrung ihres Lebenswerks[9]